# Platepistoma guezei
Platepistoma guezei is een krabbensoort uit de familie van de Cancridae. De wetenschappelijke naam van de soort is voor het eerst geldig gepubliceerd in 1976 door Crosnier.